# J. Bowen & Company
J. Bowen & Company war ein britischer Hersteller von Automobilen.

## Unternehmensgeschichte
James Bowen experimentierte seit 1902 oder 1903 an Kraftfahrzeugen. 1905 gründete er das Unternehmen im Manchester-Stadtteil Didsbury und begann mit der Produktion von Automobilen. Der Markenname lautete Bowen. 1906 endete die Produktion, als Bowen nach Edinburgh zog.

## Fahrzeuge
Im Angebot stand ein Kleinwagen. Ein Einzylindermotor mit 6 PS Leistung war vorne im Fahrzeug montiert und trieb über eine Kardanwelle die Hinterachse an. Das Getriebe hatte drei Gänge. Der Vergaser wurde von Rover bezogen. Der Neupreis betrug 150 Pfund.